# Valentijn de Hingh
Valentijn De Hingh (5 mei 1990) is een Nederlands model, columnist, dj en journalist.
Ze groeide op in Lelystad en woont in Amsterdam waar ze literatuurwetenschappen, Frans en wijsbegeerte studeerde aan de Universiteit van Amsterdam. In augustus 2014 behaalde De Hingh haar Bachelor of Arts in de literatuurwetenschap.
De Hingh is non-binair en transgender. Ze werd bekend door de documentaire Valentijn uit 2007, waarin haar transitie van man naar vrouw negen jaar werd gevolgd. Terugkijkend tien jaar later, zegt ze hierover: "(...) na mijn transitie kwam ik erachter dat het ook ánders kan. Je hoeft je niet per se in één van die twee hokjes te wurmen. Er bestaat ook iets tussenin. Ik had dat graag wat eerder geweten." In een interview in 2023 zegt De Hingh dat ze geen spijt heeft van haar operaties, maar wel wenste dat haar meer keuzevrijheid voor mensen die niet man of vrouw zijn was geboden.
Na haar genderbevestigende operatie in 2007 werkte ze als model voor onder andere Martin Margiela en Love Magazine. Daarnaast schreef ze voor Spunk. Op 12 januari 2012 won ze de Elle Personal Style Award. In 2010 begon ze als assistant booker te werken voor het prestigieuze modellenbureau Paparazzi in Amsterdam.
In 2013 nam ze deel aan het programma Expeditie Robinson, waarin ze net de samensmelting niet haalde. Ze viel af in aflevering 7 (13e dag) op 17 oktober 2013, waar 1,3 miljoen mensen naar keken, samen met Sanne Vogel.
Sinds februari 2020 werkt De Hingh bij De Correspondent, eerst als 'Correspondent Identiteit' en later als 'Correspondent Populaire cultuur'. Ze publiceert daar onder andere journalistiek onderzoekswerk en opiniestukken rondom diversiteit, inclusie en gender.